# Sigmeurypon
Sigmeurypon is een geslacht van sponsdieren uit de klasse van de Demospongiae (gewone sponzen).

## Soort
- Sigmeurypon fascispiculiferum (Carter, 1880)